# Freestyle vid olympiska vinterspelen 1998
Resultat från tävlingarna i freestyle vid olympiska vinterspelen 1998.

## Medaljtabell
| Pl. | Nation    | Guld | Silver | Brons | Totalt |
| --- | --------- | ---- | ------ | ----- | ------ |
| 1   | USA       | 3    | 0      | 0     | 3      |
| 2   | Japan     | 1    | 0      | 0     | 1      |
| 3   | Finland   | 0    | 1      | 1     | 2      |
| 4   | Kina      | 0    | 1      | 0     | 1      |
| 4   | Frankrike | 0    | 1      | 0     | 1      |
| 4   | Tyskland  | 0    | 1      | 0     | 1      |
| 7   | Belarus   | 0    | 0      | 1     | 1      |
| 7   | Norge     | 0    | 0      | 1     | 1      |
| 7   | Schweiz   | 0    | 0      | 1     | 1      |
|     | Totalt    | 4    | 4      | 4     | 12     |

## Medaljsummering

### Herrar
| Gren                   | Guld                | Silver                  | Brons                      |
| Puckelpist Detaljer... | Jonny Moseley (USA) | Janne Lahtela (FIN)     | Sami Mustonen (FIN)        |
| Hopp Detaljer...       | Eric Bergoust (USA) | Sébastien Foucras (FRA) | Dzmitryj Dasjtjynski (BLR) |

### Damer
| Gren                   | Guld              | Silver                    | Brons               |
| Puckelpist Detaljer... | Tae Satoya (JPN)  | Tatjana Mittermayer (GER) | Kari Traa (NOR)     |
| Hopp Detaljer...       | Nikki Stone (USA) | Xu Nannan (CHN)           | Colette Brand (SUI) |